# Granho
Granho é uma povoação portuguesa do Município de Salvaterra de Magos que foi sede da extinta Freguesia de Granho, freguesia que tinha 28,16 km² de área e 883 habitantes (2011), e, por isso, uma densidade populacional de 31,4 hab/km².
A Freguesia de Granho foi extinta (agregada) pela reorganização administrativa de 2012/2013, tendo o seu território sido agregado ao da Freguesia de Glória do Ribatejo para criar a União de Freguesias de Glória do Ribatejo e Granho.

## População
| População da freguesia de Granho | População da freguesia de Granho | População da freguesia de Granho | População da freguesia de Granho | População da freguesia de Granho | População da freguesia de Granho | População da freguesia de Granho | População da freguesia de Granho | População da freguesia de Granho | População da freguesia de Granho | População da freguesia de Granho | População da freguesia de Granho | População da freguesia de Granho | População da freguesia de Granho | População da freguesia de Granho |
| -------------------------------- | -------------------------------- | -------------------------------- | -------------------------------- | -------------------------------- | -------------------------------- | -------------------------------- | -------------------------------- | -------------------------------- | -------------------------------- | -------------------------------- | -------------------------------- | -------------------------------- | -------------------------------- | -------------------------------- |
| 1864                             | 1878                             | 1890                             | 1900                             | 1911                             | 1920                             | 1930                             | 1940                             | 1950                             | 1960                             | 1970                             | 1981                             | 1991                             | 2001                             | 2011                             |
|                                  |                                  |                                  |                                  |                                  |                                  |                                  |                                  |                                  |                                  |                                  |                                  | 862                              | 864                              | 883                              |

Criada pela lei nº 70/88, de 23 de Maio, com lugares desanexados da freguesia de Muge
| Distribuição da População por Grupos Etários | Distribuição da População por Grupos Etários | Distribuição da População por Grupos Etários | Distribuição da População por Grupos Etários | Distribuição da População por Grupos Etários | Distribuição da População por Grupos Etários | Distribuição da População por Grupos Etários | Distribuição da População por Grupos Etários | Distribuição da População por Grupos Etários | Distribuição da População por Grupos Etários |
| -------------------------------------------- | -------------------------------------------- | -------------------------------------------- | -------------------------------------------- | -------------------------------------------- | -------------------------------------------- | -------------------------------------------- | -------------------------------------------- | -------------------------------------------- | -------------------------------------------- |
| Ano                                          | 0-14 Anos                                    | 15-24 Anos                                   | 25-64 Anos                                   | > 65 Anos                                    |                                              | 0-14 Anos                                    | 15-24 Anos                                   | 25-64 Anos                                   | > 65 Anos                                    |
| 2001                                         | 119                                          | 105                                          | 471                                          | 169                                          |                                              | 13,8%                                        | 12,2%                                        | 54,5%                                        | 19,6%                                        |
| 2011                                         | 120                                          | 81                                           | 472                                          | 210                                          |                                              | 13,6%                                        | 9,2%                                         | 53,5%                                        | 23,8%                                        |

Média do País no censo de 2001:  0/14 Anos-16,0%; 15/24 Anos-14,3%; 25/64 Anos-53,4%; 65 e mais Anos-16,4%
Média do País no censo de 2011:   0/14 Anos-14,9%; 15/24 Anos-10,9%; 25/64 Anos-55,2%; 65 e mais Anos-19,0%

## História
Era a freguesia mais recente do seu município, tendo sido criada a 23 de Maio de 1988. Granho fica situada na cota mais elevada que se estende da foz da ribeira da Lamarosa até à ribeira de Muge. Pertenceu durante séculos à Casa Cadaval que só no final do século XIX iniciou os aforamentos. O seu povo fez a sua História que com muito esforço e muita luta desbravou matos e cultivou a terra, foi uma freguesia em franco desenvolvimento.